# Nervijuncta marshalli
Nervijuncta marshalli är en tvåvingeart som beskrevs av Edwards 1927. Nervijuncta marshalli ingår i släktet Nervijuncta och familjen hårvingsmyggor. Inga underarter finns listade i Catalogue of Life.